# Liste des titres musicaux numéro un en Allemagne en 2016
Cette page liste les titres numéro un dans les meilleures ventes de disques en Allemagne pour l'année 2016 selon Media Control Charts. 
Les classements sont issus des 100 meilleures ventes de singles et des 100 meilleures ventes d'albums. Ils se déroulent du vendredi au jeudi, et sont publiés le mardi par l'industrie musicale allemande.

## Classement des singles
| №  | Date         | Artiste                                   | Titre                                   | Référence |
| -- | ------------ | ----------------------------------------- | --------------------------------------- | --------- |
| 1  | 1er janvier  | Adele                                     | Hello                                   |           |
| 2  | 8 janvier    | Adele                                     | Hello                                   |           |
| 3  | 15 janvier   | Matt Simons                               | Catch & Release (Deepend Remix)         |           |
| 4  | 22 janvier   | Eff                                       | Stimme                                  |           |
| 5  | 29 janvier   | Eff                                       | Stimme                                  |           |
| 6  | 5 février    | Eff                                       | Stimme                                  |           |
| 7  | 12 février   | Alan Walker                               | Faded                                   |           |
| 8  | 19 février   | Alan Walker                               | Faded                                   |           |
| 9  | 26 février   | Alan Walker                               | Faded                                   |           |
| 10 | 4 mars       | Alan Walker                               | Faded                                   |           |
| 11 | 11 mars      | Alan Walker                               | Faded                                   |           |
| 12 | 18 mars      | Alan Walker                               | Faded                                   |           |
| 13 | 25 mars      | Alan Walker                               | Faded                                   |           |
| 14 | 1er avril    | Alan Walker                               | Faded                                   |           |
| 15 | 8 avril      | Alan Walker                               | Faded                                   |           |
| 16 | 15 avril     | Alan Walker                               | Faded                                   |           |
| 17 | 22 avril     | Sia feat. Sean Paul                       | Cheap Thrills                           |           |
| 18 | 29 avril     | Sia feat. Sean Paul                       | Cheap Thrills                           |           |
| 19 | 6 mai        | Drake feat. WizKid & Kyla                 | One Dance                               |           |
| 20 | 13 mai       | Prince Damien                             | Glücksmoment                            |           |
| 21 | 20 mai       | Justin Timberlake                         | Can't Stop the Feeling!                 |           |
| 22 | 27 mai       | Justin Timberlake                         | Can't Stop the Feeling!                 |           |
| 23 | 3 juin       | Justin Timberlake                         | Can't Stop the Feeling!                 |           |
| 24 | 10 juin      | Kungs vs. Cookin' on 3 Burners            | This Girl                               |           |
| 25 | 17 juin      | David Guetta feat. Zara Larsson           | This One's for You                      |           |
| 26 | 24 juin      | Kungs vs. Cookin' on 3 Burners            | This Girl                               |           |
| 27 | 1er juillet  | Kungs vs. Cookin' on 3 Burners            | This Girl                               |           |
| 28 | 8 juillet    | Imany                                     | Don't Be So Shy (Filatov & Karas Remix) |           |
| 29 | 15 juillet   | Imany                                     | Don't Be So Shy (Filatov & Karas Remix) |           |
| 30 | 22 juillet   | Imany                                     | Don't Be So Shy (Filatov & Karas Remix) |           |
| 31 | 29 juillet   | Imany                                     | Don't Be So Shy (Filatov & Karas Remix) |           |
| 32 | 5 août       | Imany                                     | Don't Be So Shy (Filatov & Karas Remix) |           |
| 33 | 12 août      | Imany                                     | Don't Be So Shy (Filatov & Karas Remix) |           |
| 34 | 19 août      | Imany                                     | Don't Be So Shy (Filatov & Karas Remix) |           |
| 35 | 26 août      | Imany                                     | Don't Be So Shy (Filatov & Karas Remix) |           |
| 36 | 2 septembre  | Imany                                     | Don't Be So Shy (Filatov & Karas Remix) |           |
| 37 | 9 septembre  | Imany                                     | Don't Be So Shy (Filatov & Karas Remix) |           |
| 38 | 16 septembre | DJ Snake feat. Justin Bieber              | Let Me Love You                         |           |
| 39 | 23 septembre | DJ Snake feat. Justin Bieber              | Let Me Love You                         |           |
| 40 | 30 septembre | Rag'n'Bone Man                            | Human                                   |           |
| 41 | 7 octobre    | Rag'n'Bone Man                            | Human                                   |           |
| 42 | 14 octobre   | Rag'n'Bone Man                            | Human                                   |           |
| 43 | 21 octobre   | Rag'n'Bone Man                            | Human                                   |           |
| 44 | 28 octobre   | Rag'n'Bone Man                            | Human                                   |           |
| 45 | 4 novembre   | Rag'n'Bone Man                            | Human                                   |           |
| 46 | 11 novembre  | Rag'n'Bone Man                            | Human                                   |           |
| 47 | 18 novembre  | Rag'n'Bone Man                            | Human                                   |           |
| 48 | 25 novembre  | Rag'n'Bone Man                            | Human                                   |           |
| 49 | 2 décembre   | Rag'n'Bone Man                            | Human                                   |           |
| 50 | 9 décembre   | Rag'n'Bone Man                            | Human                                   |           |
| 51 | 16 décembre  | Clean Bandit feat. Sean Paul & Anne-Marie | Rockabye                                |           |
| 52 | 23 décembre  | Rag'n'Bone Man                            | Human                                   |           |
| 53 | 30 décembre  | Clean Bandit feat. Sean Paul & Anne-Marie | Rockabye                                |           |

## Classement des albums
| №  | Date         | Artiste                                           | Titre                                                                                   | Référence |
| -- | ------------ | ------------------------------------------------- | --------------------------------------------------------------------------------------- | --------- |
| 1  | 1er janvier  | Adele                                             | 25                                                                                      |           |
| 2  | 8 janvier    | Adele                                             | 25                                                                                      |           |
| 3  | 15 janvier   | David Bowie                                       | Blackstar                                                                               |           |
| 4  | 22 janvier   | Azad                                              | Leben II                                                                                |           |
| 5  | 29 janvier   | Summer Cem                                        | Cemesis                                                                                 |           |
| 6  | 5 février    | SSIO                                              | 0,9                                                                                     |           |
| 7  | 12 février   | Prinz Pi                                          | Im Westen nix Neues                                                                     |           |
| 8  | 19 février   | Bosse                                             | Engtanz                                                                                 |           |
| 9  | 26 février   | Fantasy                                           | Freudensprünge                                                                          |           |
| 10 | 4 mars       | Schiller                                          | Future                                                                                  |           |
| 11 | 11 mars      | Peter Plate, Ulf Leo Sommer et Daniel Faust       | Bande originale Bibi & Tina: Mädchen gegen Jungs (Bibi et Tina : Filles contre garçons) |           |
| 12 | 18 mars      | Peter Plate, Ulf Leo Sommer et Daniel Faust       | Bande originale Bibi & Tina: Mädchen gegen Jungs (Bibi et Tina : Filles contre garçons) |           |
| 13 | 25 mars      | AnnenMayKantereit                                 | Alles Nix Konkretes                                                                     |           |
| 14 | 1er avril    | Amon Amarth                                       | Jomsviking                                                                              |           |
| 15 | 8 avril      | Xavier Naidoo                                     | Nicht von dieser Welt 2                                                                 |           |
| 16 | 15 avril     | Andrea Berg                                       | Seelenbeben                                                                             |           |
| 17 | 22 avril     | Andrea Berg                                       | Seelenbeben                                                                             |           |
| 18 | 29 avril     | Andrea Berg                                       | Seelenbeben                                                                             |           |
| 19 | 6 mai        | Udo Lindenberg                                    | Stärker als die Zeit                                                                    |           |
| 20 | 13 mai       | Udo Lindenberg                                    | Stärker als die Zeit                                                                    |           |
| 21 | 20 mai       | Udo Lindenberg                                    | Stärker als die Zeit                                                                    |           |
| 22 | 27 mai       | Kontra K                                          | Labyrinth                                                                               |           |
| 23 | 3 juin       | Gzuz & Bonez MC                                   | High & hungrig 2                                                                        |           |
| 24 | 10 juin      | Volbeat                                           | Seal the Deal & Let's Boogie                                                            |           |
| 25 | 17 juin      | Volbeat                                           | Seal the Deal & Let's Boogie                                                            |           |
| 26 | 24 juin      | Böhse Onkelz                                      | Böhse für’s Leben                                                                       |           |
| 27 | 1er juillet  | In Extremo                                        | Quid pro quo                                                                            |           |
| 28 | 8 juillet    | 257ers                                            | Mikrokosmos                                                                             |           |
| 29 | 15 juillet   | Biffy Clyro                                       | Ellipsis                                                                                |           |
| 30 | 22 juillet   | Laith Al-Deen                                     | Bleib unterwegs                                                                         |           |
| 31 | 29 juillet   | Die Amigos                                        | Wie ein Feuerwerk                                                                       |           |
| 32 | 5 août       | Billy Talent                                      | Afraid of Heights                                                                       |           |
| 33 | 12 août      | Blues Pills                                       | Lady in Gold                                                                            |           |
| 34 | 19 août      | Coup (Haftbefehl & Xatar)                         | Der Holland Job                                                                         |           |
| 35 | 26 août      | Die Lochis                                        | #Zwilling                                                                               |           |
| 36 | 2 septembre  | Beginner                                          | Advanced Chemistry                                                                      |           |
| 37 | 9 septembre  | Fler                                              | Vibe                                                                                    |           |
| 38 | 16 septembre | Bonez MC & RAF Camora                             | Palmen aus Plastik                                                                      |           |
| 39 | 23 septembre | Schandmaul                                        | Leuchtfeuer                                                                             |           |
| 40 | 30 septembre | Bonez MC & RAF Camora                             | Palmen aus Plastik                                                                      |           |
| 41 | 7 octobre    | Opeth                                             | Sorceress                                                                               |           |
| 42 | 14 octobre   | Sportfreunde Stiller                              | Sturm & Stille                                                                          |           |
| 43 | 21 octobre   | Clueso                                            | Neuanfang                                                                               |           |
| 44 | 28 octobre   | Tim Bendzko                                       | Immer noch Mensch                                                                       |           |
| 45 | 4 novembre   | Böhse Onkelz                                      | Memento                                                                                 |           |
| 46 | 11 novembre  | Unheilig                                          | Von Mensch zu Mensch                                                                    |           |
| 47 | 18 novembre  | Shindy                                            | Dreams                                                                                  |           |
| 48 | 25 novembre  | Metallica                                         | Hardwired… to Self-Destruct                                                             |           |
| 49 | 2 décembre   | KC Rebell                                         | Abstand                                                                                 |           |
| 50 | 9 décembre   | The Rolling Stones                                | Blue & Lonesome                                                                         |           |
| 51 | 16 décembre  | Kollegah                                          | Imperator                                                                               |           |
| 52 | 23 décembre  | Helene Fischer & the Royal Philharmonic Orchestra | Weihnachten                                                                             |           |
| 53 | 30 décembre  | Helene Fischer & the Royal Philharmonic Orchestra | Weihnachten                                                                             |           |

## Hit-Parade de l'année
| Singles | Albums |
| --- | --- |
| 1. Alan Walker – Faded 2. Stereoact (de) feat. Kerstin Ott – Die immer lacht 3. Sia feat. Sean Paul – Cheap Thrills 4. Imany – Don't Be So Shy (Filatov & Karas Remix) 5. Drake feat. Wizkid & Kyla – One Dance 6. Kungs vs. Cookin' on 3 Burners – This Girl 7. The Chainsmokers feat. Daya – Don’t Let Me Down 8. Twenty One Pilots – Stressed Out 9. Rag'n'Bone Man – Human 10. Justin Timberlake – Can't Stop the Feeling! | 1. Udo Lindenberg – Stärker als die Zeit 2. Andrea Berg – Seelenbeben 3. Metallica – Hardwired… to Self-Destruct 4. Helene Fischer – Weihnachten 5. The Rolling Stones – Blue & Lonesome 6. Adele – 25 7. Sarah Connor – Muttersprache 8. Böhse Onkelz – Memento 9. AnnenMayKantereit – Alles nix Konkretes 10. Volbeat – Seal the Deal and Let's Boogie |